# Waldsiedlung (Leverkusen)
Die Waldsiedlung ist ein Wohngebiet und Statistischer Bezirk der Stadt Leverkusen mit 3233 Einwohnern und Teil des Stadtteils Schlebusch. Sie wurde Mitte der 1930er Jahre auf dem Gelände der 1926 stillgelegten Carbonit AG errichtet. Durch die Sprengstoffherstellung der Carbonit AG ist das Grundwasser in der Waldsiedlung bis heute verunreinigt.
Die Waldsiedlung grenzt an Köln-Dünnwald, Bergisch Gladbach-Schildgen und Schlebusch.

## Geschichte

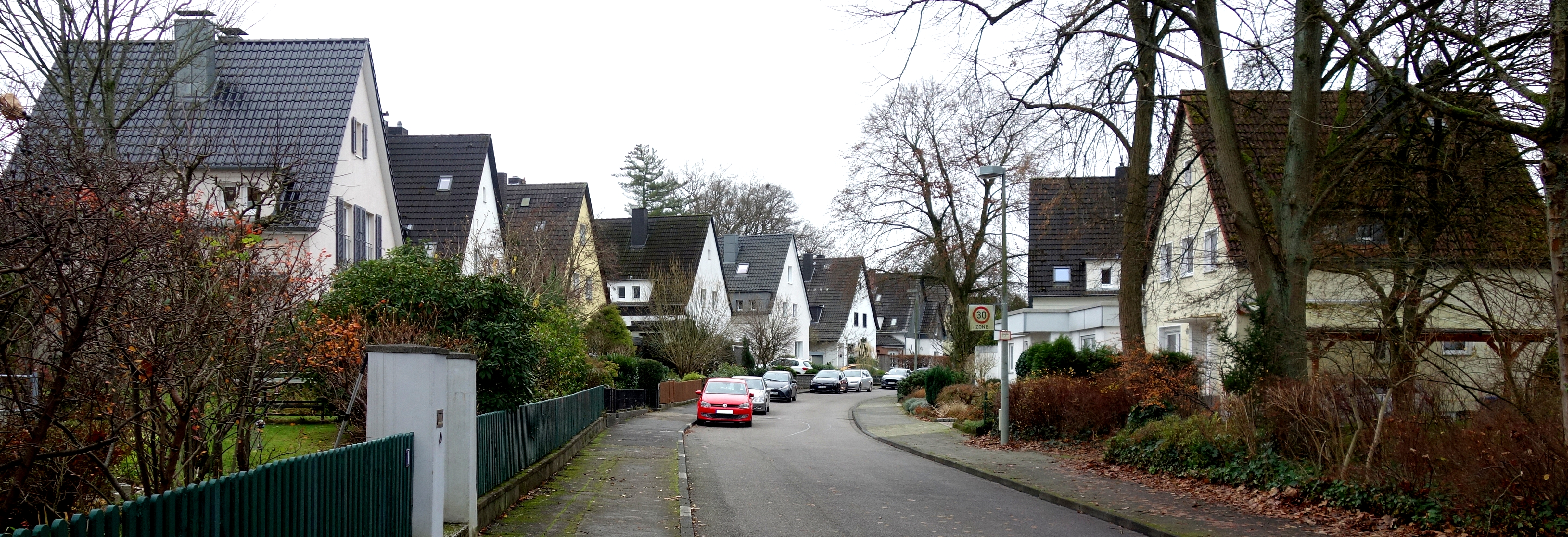
Bürgerhäuser

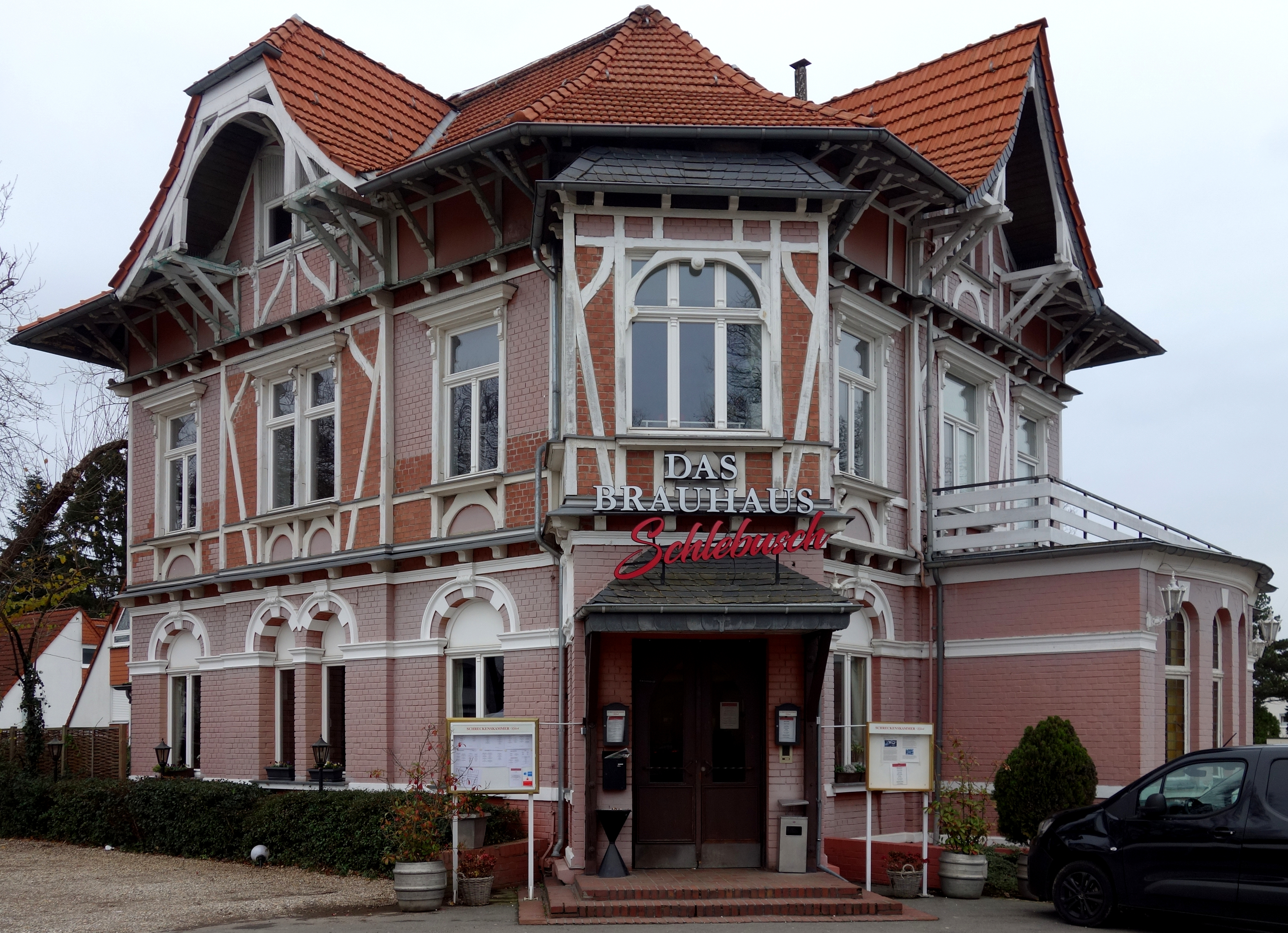
Brauhaus Schlebusch

Ursprünglich bestand das Gebiet aus Wald und Heidekraut, bis 1887 eine Fabrik gebaut wurde, die auf Sprengstoffe für den Untertagebau spezialisiert war. Die Carbonit GmbH Schmidt & Bichel stellte auf dem Gelände monatlich rund 600 Tonnen hochexplosiven TNT-Sprengstoff her. Auf 84 Hektar entstanden rund 450 Gebäude und Anlagen. Zeitweise war die Fabrik über die Schlebuscher Kleinbahn an den Bahnhof Morsbroich angeschlossen.
1926 zerstörte eine folgenschwere Explosion die Fabrik, bei der 13 Menschen ums Leben kamen. Das Werk wurde nicht wieder aufgebaut. Stattdessen wurden auf dem Gelände Einfamilienhäuser gebaut. Ab 1934 errichtete die Berliner Siedlungsgesellschaft Kleinmachnow GmbH die ersten schlüsselfertigen Bürgerhäuser.
Nur die 1889 erbaute Direktorenvilla an der Kreuzung Saarstraße/Mülheimer Straße blieb nach der Explosion übrig. Sie wurde später zum Kasino und Hotel umgebaut. Heute beherbergt die denkmalgeschützte ehemalige Villa das Brauhaus Schlebusch (vormals DOM Brauhaus) und gilt als Schlebuscher Wahrzeichen.
Infolge der früheren industriellen Nutzung ist die Waldsiedlung zum Teil hochgradig verseucht. In den Jahren 1991 und 1992 wurden Boden- und Grundwasseruntersuchungen durchgeführt, die Altlasten im Erdreich und im Grundwasser mit gesundheitsschädlichen Chemikalien wie Säuren, Blei, Arsen, Cadmium, Quecksilber und polyzyklische aromatische Kohlenwasserstoffe zutage brachten. Außerdem fand man Nitroaromaten, die krebserregend und erbgutschädigend sind sowie Leberschäden hervorrufen können.
Von 1998 bis 2001 wurde eine durch die Stadt Leverkusen und das Land Nordrhein-Westfalen finanzierte Bodensanierung durchgeführt, bei der eine Fläche von 12.000 Quadratmetern auf 53 Grundstücken ausgetauscht und erneuert wurde. Dennoch wird nach wie vor empfohlen, auf den Anbau und Verzehr von Nutzpflanzen zu verzichten. Die ursprünglich geplante Grundwassersanierung wurde als unverhältnismäßig bewertet und deshalb nicht realisiert, jedoch findet eine laufende Überwachung über ein Grundwassermonitoring statt.

## Kirchen
Den Stadtteil prägen insbesondere die 1964 errichtete evangelische Friedenskirche und die benachbarte 1959 durch Joseph Kardinal Frings eingeweihte katholische Kirche St. Albertus Magnus. Zur Friedenskirche gehört seit 2014 auch ein freistehender Glockenturm mit einem 1,8 Tonnen schweren Geläut, das auf die Kirche St. Albertus Magnus abgestimmt ist.